# The Naked Woman
The Naked Woman (2004) é um livro do Zoólogo Desmond Morris.
O livro descreve o corpo humano feminino de uma perspectiva evolucionária.
Está divido em vários capítulos, cada um deles dedicado a uma parte do corpo, do cabelo até aos pés.
No livro, Desmond Morris explica as funções de cada parte do corpo humano, a forma como evoluiu até chegar ao que é hoje em dia, explica também a importância que cada parte do corpo teve durante a história da humanidade, e as modificações e decorações utilizadas por diferentes culturas.
No primeiro capítulo é sobre a evolução em termos gerais, os 22 capítulos seguintes são dedicados às seguintes partes do corpo: cabelo, testa, orelhas, olhos, nariz, bochechas, lábios, boca, pescoço, ombros, braços, mãos, peito, cintura, anca, barriga, costas, pêlos púbicos, genitais, nádegas, pernas e pés.
Um dos aspectos mais interessantes do livro é a forma como Desmond Morris especula acerca das razões que levaram as mulheres a se tornarem diferentes dos homens, diferenças que segundo ele estão extremamente ligadas não só à necessidade de se reconhecer facilmente o género de um individuo da mesma especie com vista à reprodução, mas também extremamente ligadas à divisão de tarefas entre homens e mulheres, e à adaptação que os humanos fizeram, para conseguirem criar relações amorosas mais duradoras à medida que os filhos demoravam cada vez mais tempo a criar.